# Federico Poli
Federico Ignacio Poli (Buenos Aires, 25 de diciembre de 1966) es un economista, periodista, conductor radial y escritor argentino. Acompañó al Ministro de Economía, Roberto Lavagna, como Jefe de Gabinete del Ministerio de Economía (2002-2003), Subsecretario de PYMES y Desarrollo Regional (2003-2006), Director de la División de Asuntos Económicos de la Secretaría General Iberoamericana (SEGIB) (2006-2014) en Madrid y Director Ejecutivo por Argentina y Haití en el BID (2018-2020) en Washington D. C.. Actualmente es Director de la Consultora Sistemica para el desarrollo que lanzó en 2023 que asesora a empresas, sectores empresarios y gobiernos.

## Biografía
Federico Poli cursó y terminó sus estudios secundarios en el Colegio Nacional de Buenos Aires en 1985. Poli se afilio el Movimiento de Integración y Desarrollo en 1982 cuando tenía 16 años de edad, en pleno periodo de apertura democrática, siendo además presidente de la Juventud Secundaria del partido. Durante su militancia en el MID, tuvo contacto con sus principales referentes, Arturo Frondizi y Rogelio Frigerio. El mismo Frigerio lo invitó en 1996 a que acompañara a Mario (el menor de los hijos de Frigerio) en la gestión en el Gobierno de la Ciudad de Buenos Aires como encargado del área industrial. Durante los años 90 Poli fue uno de los impulsores de la Fundación Frigerio.
En 1990 se recibió de licenciado en Economía en la Universidad de Buenos Aires (UBA). Realizó estudios de posgrados en el Instituto Di Tella. Entre 1991 y 1996 fue Jefe del Departamento de Economía de la Unión Industrial Argentina (UIA). Desde agosto de 1996 hasta enero de 1999 se desempeñó como director general de Industria en la primera gestión del Gobierno de la Ciudad Autónoma de Buenos Aires. Entre 1999 y agosto de 2002 regresó a la UIA donde se desempeñó como Economista Jefe. También, entre 1999 y 2002, fue asesor del Presidente del Bloque oficialista de Diputados, Darío Alessandro, en el Honorable Congreso de la Nación. Durante los años 1990, fue parte de los pocos economistas críticos de la convertibilidad como sistema económico, en especial por el impacto sobre el sector productivo, el empleo y los desequilibrios macroeconómicos que generaba. También se opuso al planteo de la dolarización como alternativa que se formuló desde sectores económicos ortodoxos al final de la década de los 90. A la salida de la convertibilidad, desde agosto de 2002, acompañó al Ministro de Economía, Roberto Lavagna, como Jefe de Gabinete del Ministerio de Economía, durante la presidencia de Eduardo Duhalde. En mayo de 2003 fue nombrado Subsecretario de PYMES y Desarrollo Regional del Ministerio de Economía y Producción, cargo al que renunció luego de la salida del ministro Lavagna del Gobierno.
A nivel internacional, entre 2006 y 2014 se desempeñó como Director de la División de Asuntos Económicos de la Secretaría General Iberoamericana (SEGIB), con sede en Madrid, bajo el liderazgo de Enrique Iglesias. Desde 2018 y 2020 fue nombrado por el ministro de Hacienda y Finanzas, Nicolás Dujovne, Director Ejecutivo por Argentina y Haití en el BID, con sede en Washington D. C..
A principios de 2023, lanzó una consultora de asesoramiento estratégico y gestión, Sistemica para el desarrollo, con el propósito de contribuir al posicionamiento estratégico de empresas, sectores económicos y gobiernos, con foco en lo productivo. Son asociados de esta consultora Lino Barañao, Alejandro Mayoral, Ricardo Auer, Hugo Carassai y Alejandro Clot. En agosto de 2024 fue nombrado director ejecutivo de la Fundación Observatorio PyME.

## Publicaciones económicas y adscripciones institucionales
Ha ejercido la docencia en macroeconomía, historia argentina, desarrollo industrial y comercio e integración en cursos de grado y post-grado en Argentina (Universidad de Buenos Aires, Universidad Católica Argentina) y en España (Universidad de Barcelona). 
Ha sido miembro del Consejo Académico de la Unión Industrial Argentina presidido por Marcelo Diamand (1992-1999) y del Comité Editorial de la Revista Ciclos en la Historia, la Economía y la Sociedad del Instituto de Historia Económica y Social de la Facultad de Ciencias Económicas de la UBA (1994-2006) dirigido por el Profesor Emérito de la UBA, Mario Rapoport. Actualmente es miembro del Consejo Argentino para las Relaciones Internacionales (CARI).
Ha escrito y publicado artículos en revistas y libros sobre las temáticas del desarrollo económico, las políticas productivas, de innovación e impulso a las PYMES y el vínculo entre las políticas macroeconómicas, la competitividad y productividad de las economías. 
También, desde hace 30 años, es columnista de varios medios periodísticos de Argentina tales como Clarín, Perfil, La Nación, Página 12, Ámbito Financiero, El Cronista y El Economista, mientras que en España escribió para el diario El País. Desde 2022 publicó en el periódico Perfil entrevistas a referentes internacionales sobre las consecuencias geopolíticas y económicas, en particular para América Latina, de la pandemia y la guerra en Europa.
En febrero de 2023, Sudamericana (Penguin Random House) publicó su libro Más allá del liberalismo y el populismo. Una síntesis desarrollista para la Argentina, con prólogos de Enrique Iglesias y Patrizio Bianchi. El texto, que realiza “un balance de las últimas tres décadas de política económica argentina que se beneficia de su dilatada trayectoria profesional en nuestro país y en organismos internacionales y de sus intervenciones en la esfera pública con que, en forma de artículos periodísticos, fue dando testimonio durante esos años”, recopila en su segunda parte una selección de los artículos periodísticos de 30 años. El libro ha salido con recomendaciones auspiciosas de los ex Ministros de Economía de Argentina, Roberto Lavagna y Jorge Remes Lenicov, del ex Ministro de Hacienda y Crédito Público de Colombia y Profesor de la Universidad de Columbia, José Antonio Ocampo, del Profesor Emérito de la UBA, Roberto Frenkel y del ex Ministro de Interior de Argentina, Rogelio Frigerio.

## Otras contribuciones
- 2007, “Las lecciones aprendidas” (en coautoría con Beato, P.), en La responsabilidad social corporativa y la productividad de las cadenas de valor, SEGIB, España.
- 2008, “La complejidad de los procesos de integración en Latinoamérica”,  en José Altmann y Francisco Rojas Aravena (eds), Las paradojas de la integración en América Latina y el Caribe, Flacso, Fundación Carolina y Ed. Siglo XXI.
- 2008, “Análisis de la coyuntura financiera internacional”, en América Latina ante la crisis financiera internacional, Centro de Información de SEGIB, Montevideo, Uruguay.
- 2010, “Las PYMES en la Argentina”, en Pensando un país, Roberto Lavagna (ed), Editorial El Ateneo, Buenos Aires, Argentina.

## Artículos en revistas y blogs
- 1996, “Lineamientos y Fundamentación de una estrategia de crecimiento y destrabe de la restricción externa”, (en coautoría con Marcelo Diamand y Hugo Notchteff), Cuaderno N.º 8, Consejo Asesor de la UIA, Buenos Aires.
- 1997,  “Política Industrial de dimensión espacial. El rol del sector público en la mejor de la competitividad del sector productivo en la Ciudad Autónoma de Buenos Aires”, Revista FIDE, Buenos Aires.
- 1999, “Las políticas de compras del Estado Nacional en Argentina: la vigencia del Compre Nacional” (en coautoría con Gabriel Martínez), Revista ASAP, n. 34, diciembre 1999, pp. 31-49
- 2015, “América Latina: fortalezas de corto plazo y debilidades estructurales en un contexto global incierto y hostil, ¿hasta cuándo se sostiene?”, ARI (Análisis del Real Instituto Elcano), 48/2015- 8/10/2015, Real Instituto Elcano.
- 2016, “Los riesgos del ajuste en América Latina en el mundo del estancamiento secular, la cuarta revolución industrial y los Mega-Acuerdos de Comercio e Inversión”, Nota 78, Iniciativa para la Transparencia Financiera, junio de 2016.
- 2016, “Un balance de los consensos y debates sobre la situación económica, social y productivo de América Latina durante el siglo XXI”, Pensamiento Iberoamericano, Revista de la Secretaría General Iberoamericana, 3.ª época/01/2016.
- 2020, “El papel de los bancos regionales de desarrollo en América Latina en el mundo post COVID-19”, ARI (Análisis del Real Instituto Elcano), 162/2020- 5/11/20, Real Instituto Elcano.

## Radio y literatura
Junto a Ignacio Azpeitia condujo el programa de radio Mango Roto y Sucundum, de martes a sábados de 2 a 3 de la madrugada, por la "Metro", la FM de la Municipalidad de la Ciudad de Buenos Aires, durante la gestión de José Pepe Eliaschev, en 1989. 
Columnista literario en “Demoliendo hoteles”, programa dedicado a difundir la cultura argentina en Madrid, emitido por la Radio del Círculo de Bellas Artes de Madrid, FM 100.4, entre los años 2011 y 2012.
Desde mayo de 2022, conduce "El transbordador", en la Oncediez, AM 1110, la radio pública de la Ciudad de Buenos Aires, de "diálogos en un mundo en transición" (sábados de 11 a 12 hs). Como columnistas invitados participan Claudio Gabis, Manuel Fraga, Vicente Battista, Miguel Roig y Santiago Esteves.
En el campo de la ficción ha publicado, en el año 2006, una colección de cuentos, Historias fugaces de hombres y mujeres (Buenos Aires, Ed. Galerna). Presentado en la Feria del Libro de Buenos Aires del año 2006 fue uno de los 10 eventos más concurridos. Tres de estos cuentos fueron adaptados al teatro por Cecilia Achille y estrenados en Barcelona, en marzo de 2023 (Sala On). También participó de una antología de cuentos, "4+3", editada por Meninas cartoneras en Madrid (2012).

## Obras bibliográficas
Ficción
- Historias fugaces de hombres y mujeres (2006)
- Última bola, último pase (2025)

Política
- Más allá del liberalismo y el populismo. Una síntesis desarrollista para la Argentina (2023)